# I en förvandlad stad
I en förvandlad stad (1966) är en roman av Per Anders Fogelström som utspelar sig under åren 1925–1945. 
Detta är den fjärde delen i Fogelströms stadsserie. Den föregås av Minns du den stad och följs av den sista boken i romansviten, Stad i världen.

## Stadsserien
- 1960: Mina drömmars stad 1860–1880
- 1962: Barn av sin stad 1880–1900
- 1964: Minns du den stad 1900–1925
- 1966: I en förvandlad stad 1925–1945
- 1968: Stad i världen 1945–1968

## Källa
- Fogelström, Per Anders (1966). I en förvandlad stad: roman. Stockholm: Bonnier. Libris 23539
- Nylander, Olle (1971). I en förvandlad stad: studiehandledning till Per Anders Fogelströms bok I en förvandlad stad. Stockholm: Brevskolan. Libris 630892